# Grand Prix automobile de France 1965
GP précédent GP suivant
Le Grand Prix de France 1965 (LIe Grand Prix de l'A.C.F.), disputé sur le circuit automobile de montagne d'Auvergne le 27 juin 1965, est la cent-trente-cinquième épreuve du championnat du monde de Formule 1 courue depuis 1950 et la quatrième manche du championnat 1965.

## Contexte avant la course

### Le championnat du monde
Depuis 1961, la Formule 1 suit la réglementation 1 500 cm3 (dérivée de l'ancienne Formule 2 de la période 1957 à 1960). Initialement prévue pour une période de trois ans, la formule a été prolongée de deux années supplémentaires par la Commission sportive internationale, garantissant la stabilité technique jusqu'à fin 1965, alors que la saison 1966 inaugurera la Formule 1 «3 litres». La réglementation s'appuie sur les points suivants :
- interdiction des moteurs suralimentés
- cylindrée minimale : 1 300 cm3
- cylindrée maximale : 1 500 cm3
- poids minimal : 450 kg (à sec)
- double circuit de freinage obligatoire
- arceau de sécurité obligatoire (le haut du cerceau devant dépasser le casque du pilote)
- démarreur de bord obligatoire
- carburant commercial
- ravitaillement en huile interdit durant la course

Ayant perdu son titre mondial au profit du «Ferrariste» John Surtees dans les derniers tours de l'ultime épreuve de la saison précédente, Jim Clark a abordé l'année 1965 avec un esprit de revanche. Après avoir imposé sa Lotus lors de l'épreuve inaugurale, en Afrique du Sud, le pilote écossais a ensuite remporté le Grand Prix de Syracuse et le Sunday Mirror Trophy (sur le circuit de Goodwood), deux épreuves hors championnat. Sa participation victorieuse aux 500 miles d'Indianapolis l'a toutefois empêché de courir le Grand Prix de Monaco, brillamment remporté par Graham Hill sur sa BRM, mais sa domination insolente au dernier Grand Prix de Belgique lui a permis de reprendre les rênes du championnat.

### Le circuit

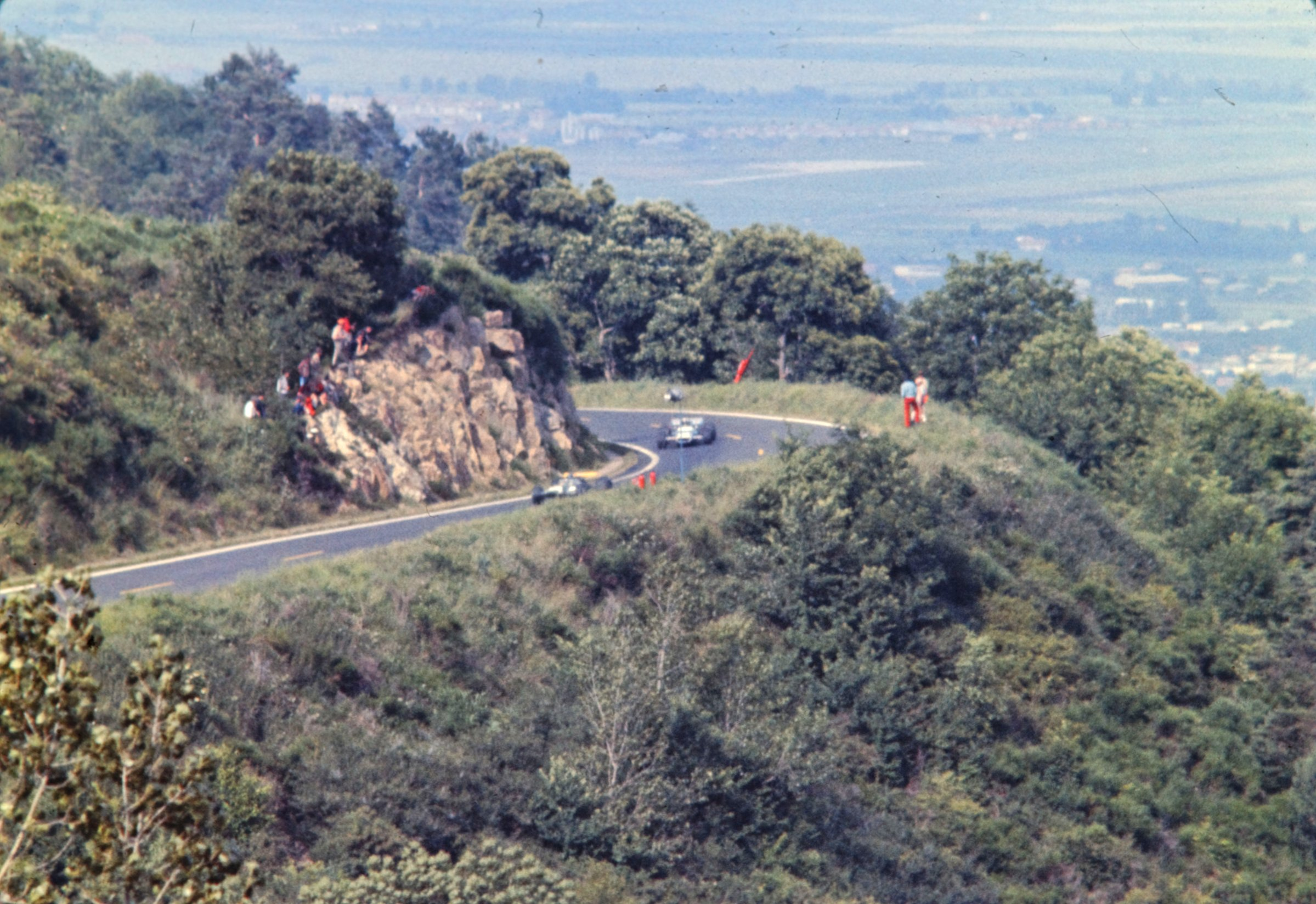
Proche de Clermont-Ferrand, le circuit de montagne d'Auvergne se caractérise par son relief marqué.

Projeté dès 1955, le circuit automobile de montagne d'Auvergne a été créé à l'initiative de l'ancien pilote amateur Jean Auchatraire, en collaboration avec Toto Roche (le fondateur de la FFSA) et Louis Rosier ; disparu accidentellement deux ans avant l'achèvement des travaux, ce dernier n'a malheureusement pu assister à l'inauguration du tracé, en juillet 1958, à l'occasion des Trois Heures Internationales d’Auvergne, une course d'endurance qui sera remportée par la Lotus XI d'Innes Ireland. Situé au pied du Puy de Charade, à quelques kilomètres à l'ouest de Clermont-Ferrand, le circuit développe huit kilomètres. Il est en partie constitué de routes départementales élargies à sept mètres, en partie de pistes spécialement créées. Le tracé comprend cinquante-et-un virages, la dénivellation étant de cent quatre-vingts mètres, ces spécificités lui valant le surnom de «petit Nürburgring». C'est la première fois qu'il accueille les monoplaces de Formule 1. Le record officiel de la piste est détenu par Richard Attwood, qui au volant de sa Lola de Formule 2 avait accompli un tour à 131,3 km/h de moyenne lors du VIe Trophée d'Auvergne, en juillet 1964. Depuis 1959, année où John Surtees s'était doublement imposé, remportant les catégories 350 cm3 et 500 cm3, la piste est également utilisée pour le Grand Prix de France motocycliste.

## Monoplaces en lice
- Ferrari 158 & 1512 "Usine"

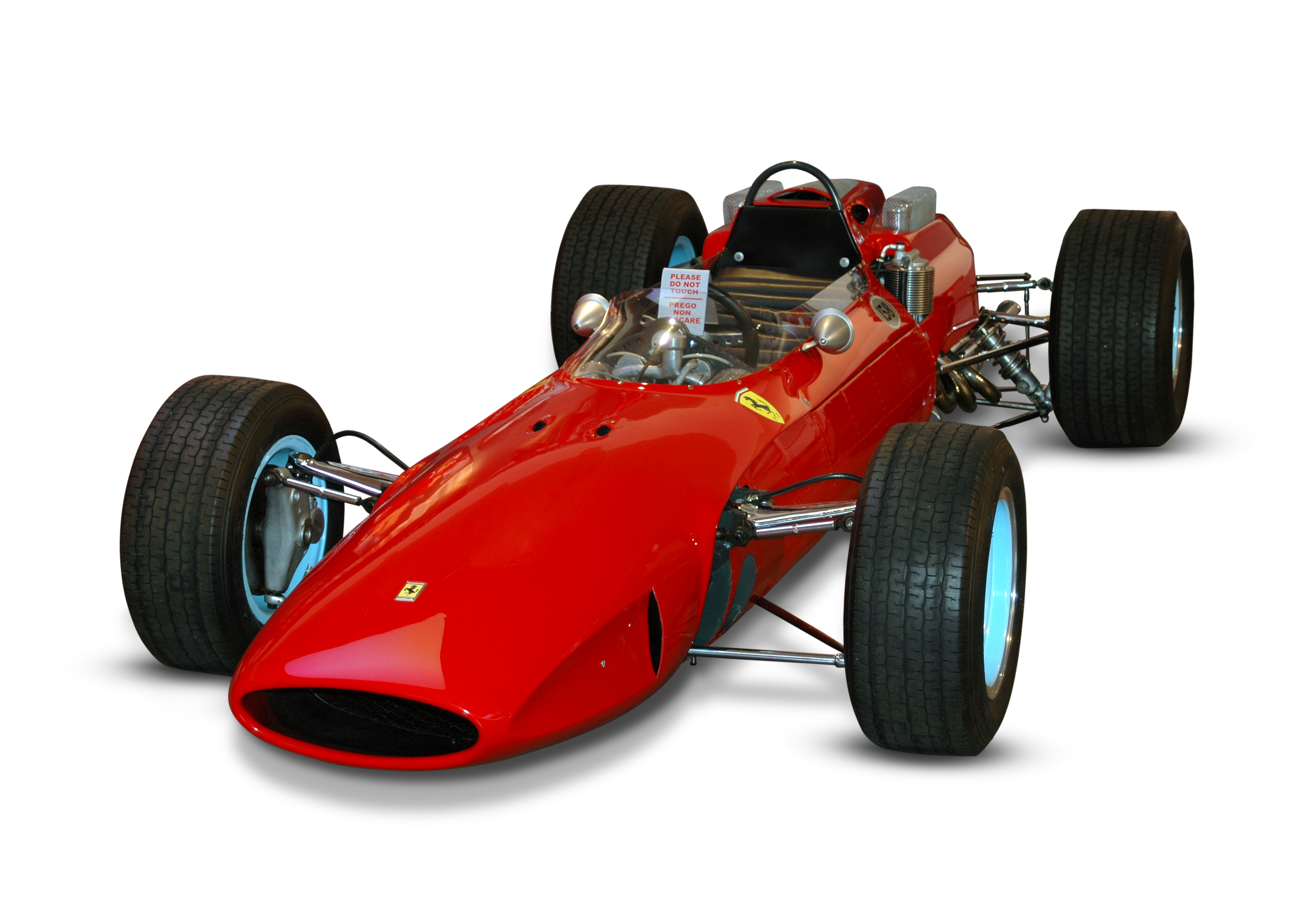
La Ferrari 158.

Au sein de la Scuderia Ferrari, Lorenzo Bandini est le seul à piloter la 1512 à moteur douze cylindres à plat, apparue à la fin de la saison précédente. Premier pilote, John Surtees continue à utiliser le modèle 158 à moteur V8, qui lui a valu le titre mondial 1964, deux châssis étant à sa disposition. Hormis la mécanique, les deux monoplaces sont presque identiques : structure monocoque, même type de suspension, freins à disques Dunlop (montés dans les roues à l'avant et «inboard» à l'arrière). La 1512 mesure toutefois 2 centimètres de plus que la 158. Elles pèsent respectivement 475 kg et 468 kg à vide. Alimenté par un système d'injection indirecte Lucas, le douze cylindres développe 220 chevaux à 11500 tr/min tandis que le V8 (à injection directe Bosch) délivre 210 chevaux à 11000 tr/min. Les deux versions sont dotées d'une boîte de vitesses longitudinale à cinq rapports. Les Ferrari sont chaussées de pneus Dunlop.
- BRM P261 "Usine"

Le constructeur de Bourne est présent avec trois P261 à moteur V8 à injection indirecte Lucas, d'une puissance de 210 chevaux à 11000 tr/min. Ces monoplaces à structure monocoque pèsent un peu plus de 450 kg à vide. Graham Hill et Jackie Stewart disposent chacun d'une version à boîte six vitesses. La troisième voiture, dotée d'une boîte à cinq vitesses, fait office de mulet. Les BRM utilisent des pneus Dunlop
- Lotus 25 & 33 "Usine"

Jim Clark et Mike Spence s'alignent sur des Lotus 33, l'équipe disposant en outre d'une 25C en réserve. Les trois châssis, à structure monocoque, sont pratiquement identiques, le modèle 25 ayant reçu les évolutions techniques apportées par le Type 33 (suspensions, capot arrière profilé). Munies d'un moteur V8 Coventry Climax FWMV  à injection indirecte Lucas et d'une boîte de vitesses ZF à cinq rapports, elles pèsent 455 kg à vide. Clark bénéficie toutefois de la dernière version du V8 Climax, à quatre soupapes par cylindres, qui délivre 213 chevaux à 10500 tr/min. Spence se contente d'une version 1964 à deux soupapes par cylindres (205 chevaux à 9600 tr/min), le moteur du mulet étant une version 1963, également à deux soupapes par cylindres mais avec vilebrequin à manetons décalés (203 chevaux à 9750 tr/min). Les Lotus officielles ont des pneus Dunlop.
- Lotus 25 privées

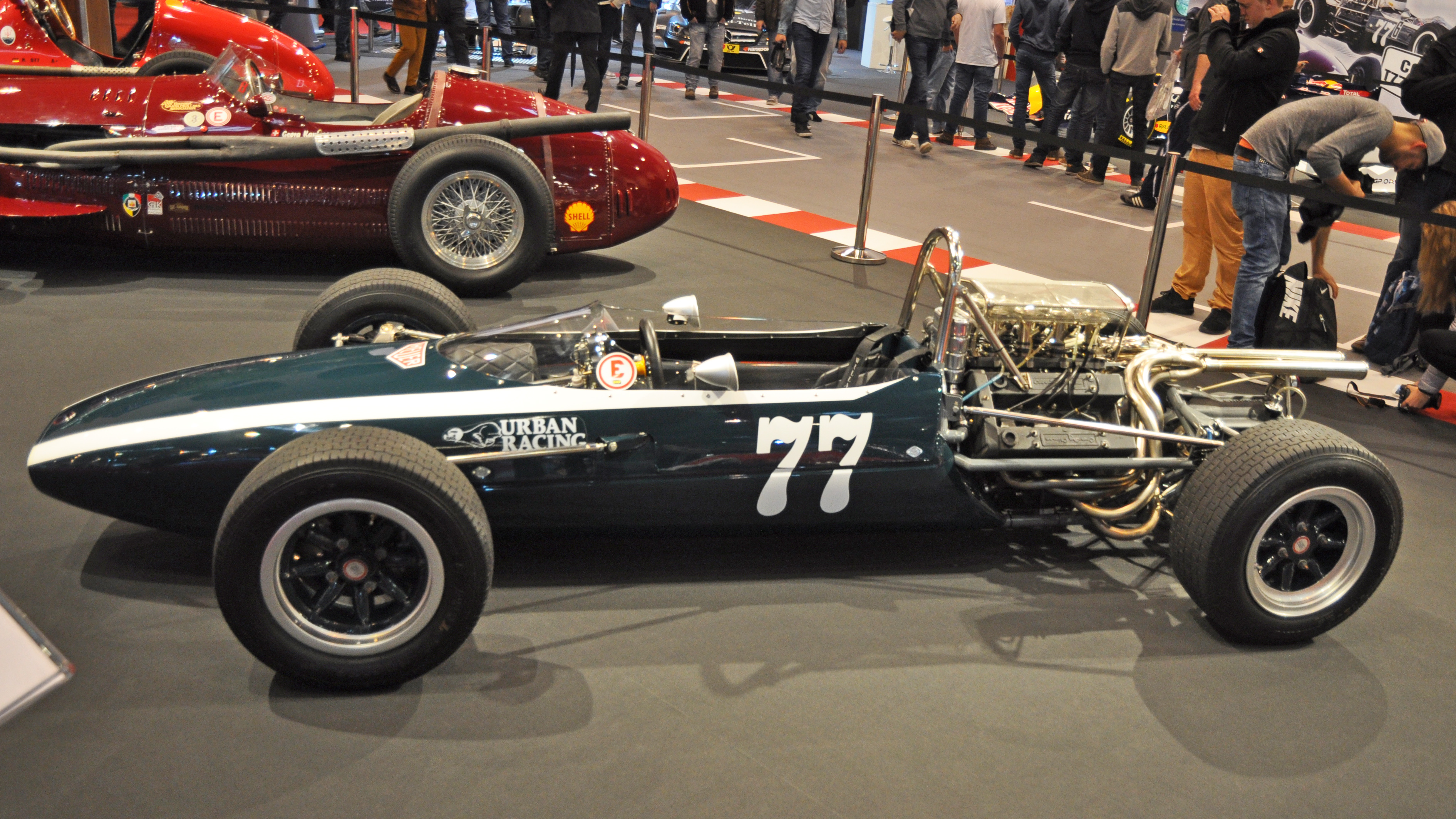
La Cooper T77, à moteur V8 Coventry Climax.

Les deux pilotes habituels de l'écurie Reg Parnell Racing ne peuvent participer à l'épreuve française, Mike Hailwood étant retenu ce même week-end au Grand Prix moto des Pays-Bas alors que Richard Attwood n'est pas complètement rétabli de son accident survenu lors du dernier Grand Prix de Belgique. Tim Parnell a donc fait appel à Chris Amon et à Innes Ireland pour piloter ses deux Lotus 25C à moteur V8 BRM (d'une puissance d'environ 200 chevaux) et à boîte de vitesses Hewland à cinq rapports. L'équipe utilise des pneus Dunlop.
- Brabham BT11 "Usine"

Les responsables de l'A.C.F. ayant refusé l'engagement d'une troisième voiture, Jack Brabham a cédé sa place à Denny Hulme (vainqueur ici-même en Formule 2 l'année précédente), au côté de Dan Gurney. Tous deux pilotent des BT11 à châssis multitubulaire et moteur V8 Climax (en version 32 soupapes pour Gurney et 16 soupapes pour Hulme), accouplé à une boîte cinq vitesses Hewland. Elles pèsent 460 kg à vide et sont équipées de pneus Goodyear.
- Brabham BT7 & BT11 privées

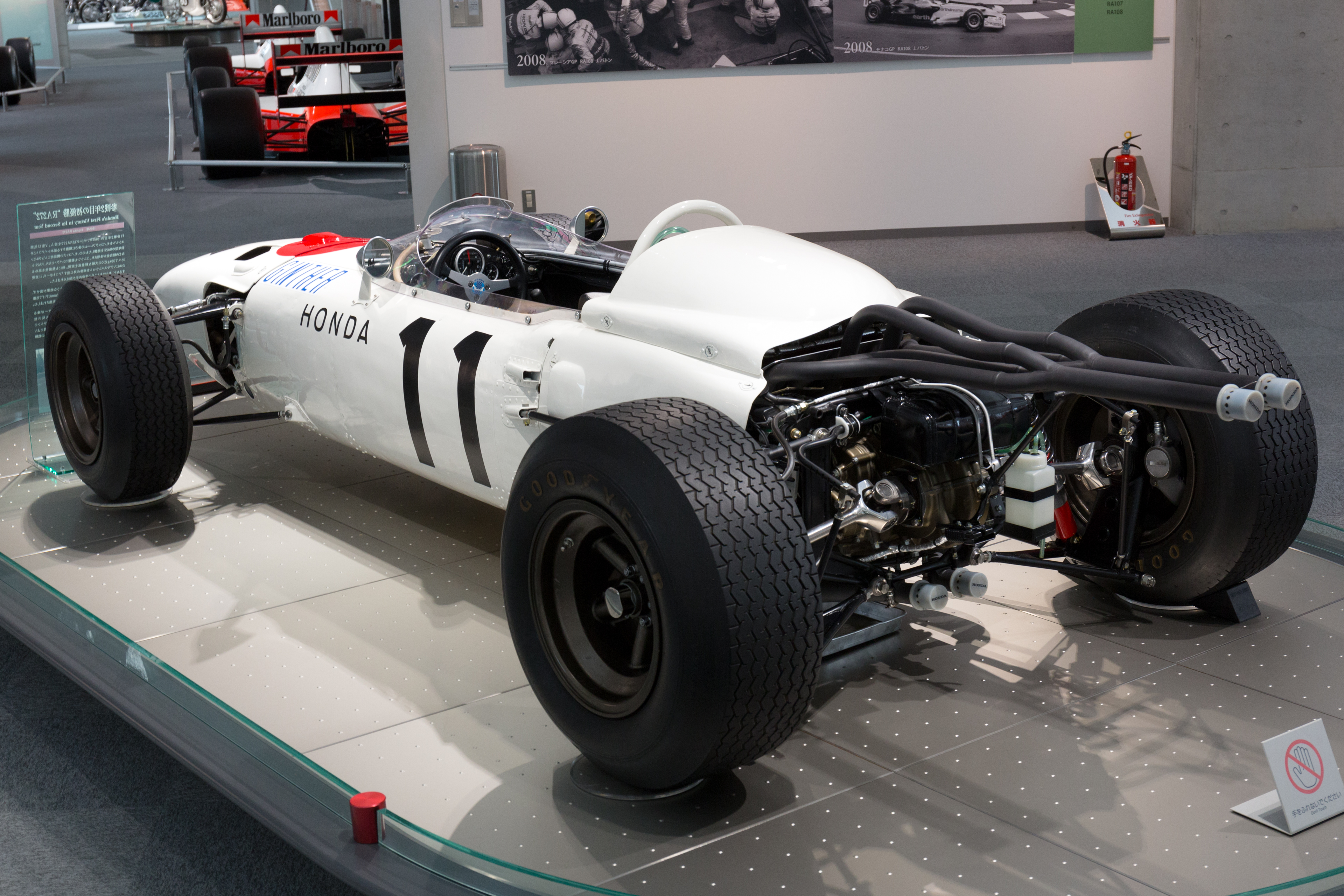
La Honda RA272, avec moteur V12 transversal.

Rob Walker aligne son équipe habituelle, Joakim Bonnier au volant de sa Brabham BT7 à moteur V8 Climax et Joseph Siffert au volant de sa BT11 à moteur V8 BRM. Les deux monoplaces sont dotées d'une boîte six vitesses Colotti. John Willment avait initialement engagé une BT11 à moteur BRM pour l'Australien Frank Gardner, qui a déclaré forfait. Son remplacement par Jo Schlesser fut brièvement envisagé, mais le Français se voyant proposer une BT10 à moteur quatre cylindres Ford a finalement décliné l'offre. Alors que son engagement avait été initialement refusé par les organisateurs, Bob Anderson a été admis à participer sur sa BT11 personnelle, à moteur V8 Climax. Rob Walker et Anderson utilisent des pneus Dunlop.
- Cooper T77 "Usine"

John Cooper engage ses deux T77 à châssis multitubulaire et moteur V8 Climax (version 16 soupapes) pour Bruce McLaren et Jochen Rindt. Équipées d'une boîte six vitesses conçue et réalisée en interne, elles pèsent 460 kg à vide et sont chaussées de pneus Dunlop.
- Honda RA272 "Usine"

L'équipe japonaise aligne trois RA272 à structure monocoque. Elles sont aux mains de Richie Ginther et de Ronnie Bucknum, le troisième châssis étant en réserve. Leur moteur V12, disposé en position transversale juste derrière le cockpit, possède une distribution à quatre soupapes par cylindres et un système d'injection intégré dans les tubulures. Il développe 230 chevaux à 12000 tr/min. La boîte de vitesses, fabriquée par ZF, possède six rapports. Tout comme les Brabham officielles, les Honda utilisent des pneus Goodyear.

## Coureurs inscrits
| no  | Pilote                     | Écurie                      | Constructeur | Modèle       | N° châssis | Moteur                                                     | Pneumatiques |
| --- | -------------------------- | --------------------------- | ------------ | ------------ | ---------- | ---------------------------------------------------------- | ------------ |
| 2   | John Surtees               | SpA Ferrari SEFAC           | Ferrari      | Ferrari 158  | 158/0005   | Ferrari 205B V8                                            | D            |
| 2T  | John Surtees               | SpA Ferrari SEFAC           | Ferrari      | Ferrari 158  | 158/0006   | Ferrari 205B V8                                            | D            |
| 4   | Lorenzo Bandini            | SpA Ferrari SEFAC           | Ferrari      | Ferrari 1512 | 1512/0007  | Ferrari 207 F12                                            | D            |
| 6   | Jim Clark                  | Team Lotus                  | Lotus        | Lotus 25C    | 25 R6      | Coventry Climax FWMV MkII V8                               | D            |
| 6T  | Jim Clark                  | Team Lotus                  | Lotus        | Lotus 33     | 33 R11     | Coventry Climax FWMV MkIV V8                               | D            |
| 8   | Mike Spence                | Team Lotus                  | Lotus        | Lotus 33     | 33 R9      | Coventry Climax FWMV MkIII V8                              | D            |
| 10  | Graham Hill                | Owen Racing Organisation    | BRM          | BRM P261     | 2616       | BRM P60 V8                                                 | D            |
| 10T | Graham Hill                | Owen Racing Organisation    | BRM          | BRM P261     | 2615       | BRM P60 V8                                                 | D            |
| 12  | Jackie Stewart             | Owen Racing Organisation    | BRM          | BRM P261     | 2617       | BRM P60 V8                                                 | D            |
| 14  | Dan Gurney                 | Brabham Racing Organisation | Brabham      | Brabham BT11 | F1-2-64    | Coventry Climax FWMV MkIII V8 Coventry Climax FWMV MkIV V8 | G            |
| 16  | Denny Hulme                | Brabham Racing Organisation | Brabham      | Brabham BT11 | F1-1-64    | Coventry Climax FWMV MkIII V8                              | G            |
| 18  | Bruce McLaren              | Cooper Car Company          | Cooper       | Cooper T77   | F1-2-65    | Coventry Climax FWMV MkIII V8                              | D            |
| 20  | Jochen Rindt               | Cooper Car Company          | Cooper       | Cooper T77   | F1-1-65    | Coventry Climax FWMV MkIII V8                              | D            |
| 22  | Innes Ireland              | Reg Parnell Racing          | Lotus        | Lotus 25C    | 25 R7      | BRM P56 V8                                                 | D            |
| 24  | Chris Amon                 | Reg Parnell Racing          | Lotus        | Lotus 25C    | 25 R3      | BRM P56 V8                                                 | D            |
| 26  | Richie Ginther             | Honda R&D Company           | Honda        | Honda RA272  | 272-3      | Honda RA272E V12                                           | G            |
| 26T | Richie Ginther             | Honda R&D Company           | Honda        | Honda RA272  | 272-1      | Honda RA272E V12                                           | G            |
| 28  | Ronnie Bucknum             | Honda R&D Company           | Honda        | Honda RA272  | 272-2      | Honda RA272E V12                                           | G            |
| 30  | Bob Anderson               | DW Racing Enterprises       | Brabham      | Brabham BT11 | F1-5-64    | Coventry Climax FWMV MkII V8                               | D            |
| 32  | Frank Gardner Jo Schlesser | John Willment Automobiles   | Brabham      | Brabham BT11 | F1-4-64    | BRM P56 V8                                                 | G            |
| 34  | Joakim Bonnier             | Rob Walker Racing Team      | Brabham      | Brabham BT7  | F1-2-63    | Coventry Climax FWMV MkII V8                               | D            |
| 36  | Joseph Siffert             | Rob Walker Racing Team      | Brabham      | Brabham BT11 | F1-6-64    | BRM P56 V8                                                 | D            |

## Qualifications
Deux séances qualificatives sont prévues, les vendredi et samedi après-midi précédant la course.

### Première séance - vendredi 25 juin
Il règne une chaleur torride lorsque commencent les premiers entrainements, le samedi après-midi. Beaucoup de pilotes découvrent le tracé et tournent prudemment pour se familiariser avec les nombreux virages «à l'aveugle». À cet effet, Jim Clark et Graham Hill utilisent leurs mulets, mais tous deux seront piégés par leurs machines : la suspension arrière de la Lotus 25 de Clark s'affaisse soudainement, son pilote effectuant un tête-à-queue mais parvenant cependant à stopper sans autre dommage, alors qu'un peu plus tard l'accélérateur de Hill se coince au moment de négocier une courbe rapide ; le Britannique part en dérapage et percute un rocher, subissant un violent coup du lapin alors que sa BRM est très endommagée. Exploitant sa parfaite connaissance du circuit, Denny Hulme s'est montré d'emblée très à l'aise et c'est lui qui va réaliser le meilleur temps de la journée, tournant à 143,5 km/h de moyenne au volant de sa Brabham. Le Néo-Zélandais précède d'un dixième de seconde la Ferrari de John Surtees et la BRM de Jackie Stewart. N'ayant pu mettre totalement à profit sa séance, Clark a tout de même limité les dégâts, obtenant le cinquième temps juste derrière son coéquipier Mike Spence. Sérieusement choqué, Hill n'a pas repris le volant et reste incertain pour la course.

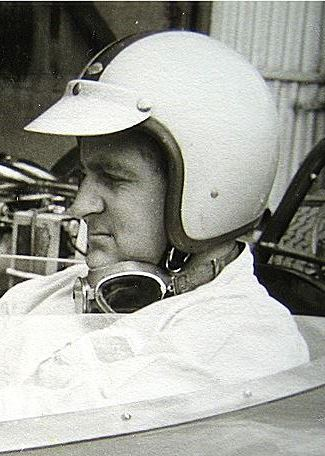
Denny Hulme s'est montré le plus rapide lors de la première journée d'essais.

| Pos. | Pilote          | Écurie         | Temps        | Écart    |
| ---- | --------------- | -------------- | ------------ | -------- |
| 1    | Denny Hulme     | Brabham-Climax | 3 min 22 s 0 |          |
| 2    | John Surtees    | Ferrari        | 3 min 22 s 1 | + 0 s 1  |
| 3    | Jackie Stewart  | BRM            | 3 min 22 s 1 | + 0 s 1  |
| 4    | Mike Spence     | Lotus-Climax   | 3 min 23 s 4 | + 1 s 4  |
| 5    | Jim Clark       | Lotus-Climax   | 3 min 23 s 5 | + 1 s 5  |
| 6    | Lorenzo Bandini | Ferrari        | 3 min 24 s 6 | + 2 s 6  |
| 7    | Dan Gurney      | Brabham-Climax | 3 min 24 s 7 | + 2 s 7  |
| 8    | Joakim Bonnier  | Brabham-Climax | 3 min 26 s 9 | + 4 s 9  |
| 9    | Richie Ginther  | Honda          | 3 min 27 s 6 | + 5 s 6  |
| 10   | Joseph Siffert  | Brabham-BRM    | 3 min 28 s 1 | + 6 s 1  |
| 11   | Bruce McLaren   | Cooper-Climax  | 3 min 29 s 3 | + 7 s 3  |
| 12   | Chris Amon      | Lotus-BRM      | 3 min 32 s 6 | + 10 s 6 |
| 13   | Ronnie Bucknum  | Honda          | 3 min 33 s 3 | + 11 s 3 |
| 14   | Jochen Rindt    | Cooper-Climax  | 3 min 34 s 0 | + 12 s 0 |
| 15   | Graham Hill     | BRM            | 3 min 34 s 7 | + 12 s 7 |
| 16   | Innes Ireland   | Lotus-BRM      | 3 min 36 s 5 | + 14 s 5 |

### Deuxième séance - samedi 26 juin

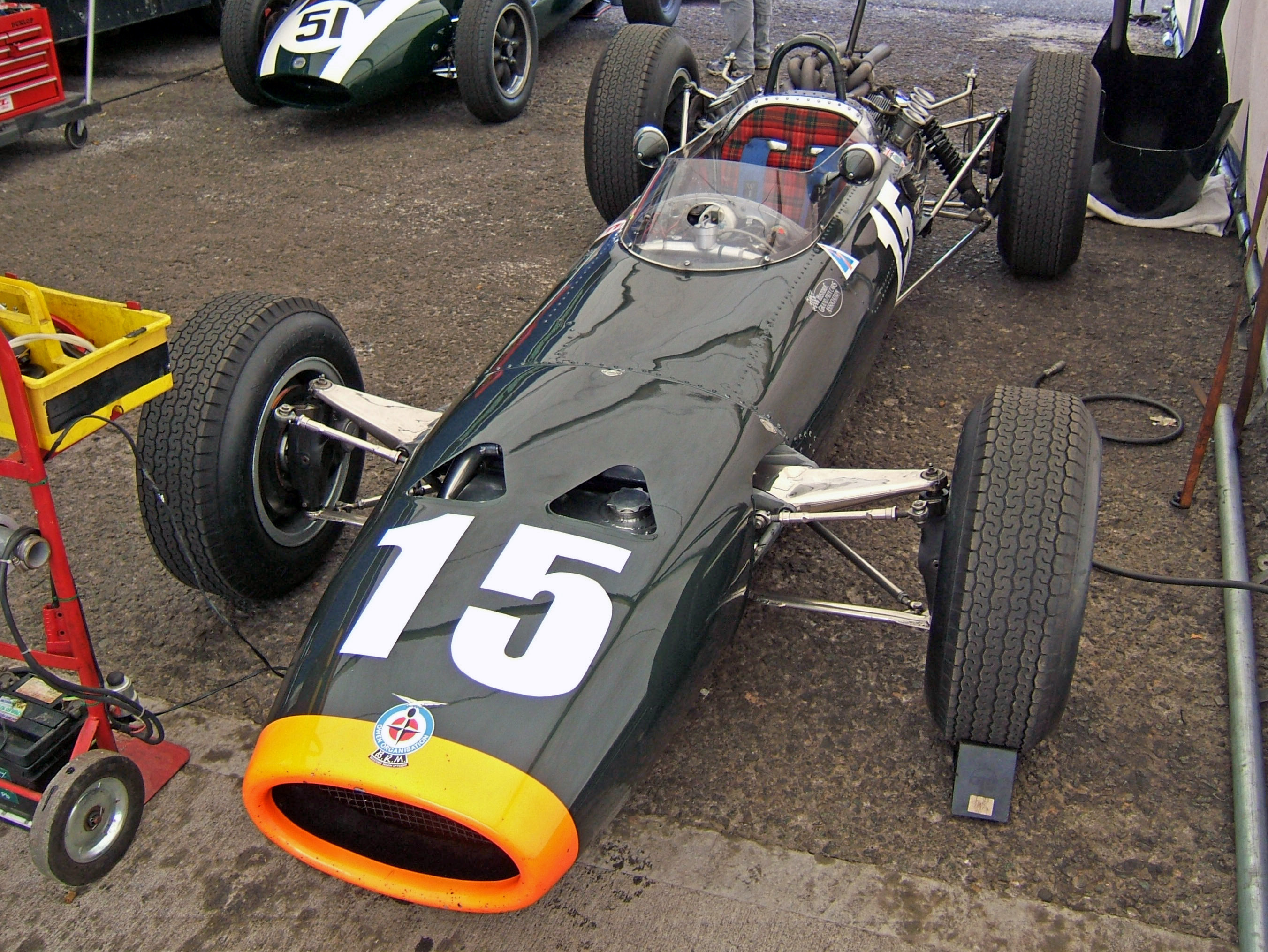
La BRM P261 de Jackie Stewart lors d'une manifestation historique. Le pilote écossais sera l'un des principaux animateurs de la deuxième séance d'essais.

Le circuit est noyé dans les nuages lorsque commence la journée du samedi. Les organisateurs envisagent alors d'annuler la séance mais en début d'après-midi le soleil fait son apparition et la session, retardée d'une heure le temps que la visibilité devienne acceptable, va se dérouler dans de très bonnes conditions. Bien qu'ayant le cou endolori et le visage congestionné, Graham Hill a pris la piste, mais la malchance le poursuit : l'embrayage de sa monoplace patine, lui coûtant plusieurs secondes au tour, et le problème ne peut être résolu avant la fin des essais. Privé de sa voiture de rechange, accidentée la veille, le Britannique est condamné à une mauvaise place sur la grille. En revanche, la voiture de son coéquipier Jackie Stewart semble parfaitement au point, et l'espoir écossais va dominer la majeure partie des essais, parvenant à boucler un tour à 145,9 km/h de moyenne. Jim Clark était cependant sur le point d'accomplir un temps canon au volant de sa Lotus 33 équipée du nouveau moteur Climax quand celui-ci a malencontreusement explosé avant qu'il n'ait franchi la ligne. Obligé de se rabattre sur son mulet, dont la suspension a été réparée, le leader du championnat parviendra en fin de session, malgré un moteur moins puissant, à devancer d'une demi-seconde son compatriote, s'adjugeant la pole position à 146,2 km/h de moyenne. Au côté de Stewart, Bandini complète la première ligne, tandis que son coéquipier Surtees (auteur d'un temps identique) partagera la deuxième ligne avec Gurney dont le moteur 32 soupapes n'a pu être optimisé et qui se rabattra sur la version 16 soupapes pour la course. Alors qu'il s'était montré le plus rapide la veille, Hulme, bien qu'ayant amélioré ses chronos, est relégué en sixième position, juste devant la Honda de Richie Ginther que les techniciens japonais ont eu du mal à régler convenablement sur ce circuit. Tous les pilotes ont d'ailleurs été plus vite que lors de la première séance, à l'exception de Spence qui n'a pas suffisamment rodé ses pneus neufs et a effectué une sortie de piste, endommageant sa suspension arrière contre un talus. À plus de cinq secondes de Clark, Hill partira quant à lui de la cinquième ligne, une place inhabituelle pour l'ancien champion du monde.
| Pos. | Pilote          | Écurie         | Temps        | Écart    |
| ---- | --------------- | -------------- | ------------ | -------- |
| 1    | Jim Clark       | Lotus-Climax   | 3 min 18 s 3 |          |
| 2    | Jackie Stewart  | BRM            | 3 min 18 s 8 | + 0 s 5  |
| 3    | Lorenzo Bandini | Ferrari        | 3 min 19 s 1 | + 0 s 8  |
| 4    | John Surtees    | Ferrari        | 3 min 19 s 1 | + 0 s 8  |
| 5    | Dan Gurney      | Brabham-Climax | 3 min 19 s 8 | + 1 s 5  |
| 6    | Denny Hulme     | Brabham-Climax | 3 min 20 s 5 | + 2 s 2  |
| 7    | Richie Ginther  | Honda          | 3 min 21 s 4 | + 3 s 1  |
| 8    | Chris Amon      | Lotus-BRM      | 3 min 23 s 0 | + 4 s 7  |
| 9    | Bruce McLaren   | Cooper-Climax  | 3 min 23 s 2 | + 4 s 9  |
| 10   | Joakim Bonnier  | Brabham-Climax | 3 min 23 s 4 | + 5 s 1  |
| 11   | Jochen Rindt    | Cooper-Climax  | 3 min 23 s 6 | + 5 s 3  |
| 12   | Graham Hill     | BRM            | 3 min 23 s 7 | + 5 s 4  |
| 13   | Mike Spence     | Lotus-Climax   | 3 min 25 s 1 | + 6 s 8  |
| 14   | Joseph Siffert  | Brabham-BRM    | 3 min 25 s 2 | + 6 s 9  |
| 15   | Bob Anderson    | Brabham-Climax | 3 min 26 s 0 | + 7 s 7  |
| 16   | Ronnie Bucknum  | Honda          | 3 min 26 s 3 | + 8 s 0  |
| 17   | Innes Ireland   | Lotus-BRM      | 3 min 30 s 5 | + 12 s 2 |

### Tableau final des qualifications
| Pos. | Pilote          | Écurie         | Temps        | Écart    | Commentaire               |
| ---- | --------------- | -------------- | ------------ | -------- | ------------------------- |
| 1    | Jim Clark       | Lotus-Climax   | 3 min 18 s 3 |          | temps réalisé le samedi   |
| 2    | Jackie Stewart  | BRM            | 3 min 18 s 8 | + 0 s 5  | temps réalisé le samedi   |
| 3    | Lorenzo Bandini | Ferrari        | 3 min 19 s 1 | + 0 s 8  | temps réalisé le samedi   |
| 4    | John Surtees    | Ferrari        | 3 min 19 s 1 | + 0 s 8  | temps réalisé le samedi   |
| 5    | Dan Gurney      | Brabham-Climax | 3 min 19 s 8 | + 1 s 5  | temps réalisé le samedi   |
| 6    | Denny Hulme     | Brabham-Climax | 3 min 20 s 5 | + 2 s 2  | temps réalisé le samedi   |
| 7    | Richie Ginther  | Honda          | 3 min 21 s 4 | + 3 s 1  | temps réalisé le samedi   |
| 8    | Chris Amon      | Lotus-BRM      | 3 min 23 s 0 | + 4 s 7  | temps réalisé le samedi   |
| 9    | Bruce McLaren   | Cooper-Climax  | 3 min 23 s 2 | + 4 s 9  | temps réalisé le vendredi |
| 10   | Mike Spence     | Lotus-Climax   | 3 min 23 s 4 | + 5 s 1  | temps réalisé le vendredi |
| 11   | Joakim Bonnier  | Brabham-Climax | 3 min 23 s 4 | + 5 s 1  | temps réalisé le samedi   |
| 12   | Jochen Rindt    | Cooper-Climax  | 3 min 23 s 6 | + 5 s 3  | temps réalisé le samedi   |
| 13   | Graham Hill     | BRM            | 3 min 23 s 7 | + 5 s 4  | temps réalisé le samedi   |
| 14   | Joseph Siffert  | Brabham-BRM    | 3 min 25 s 2 | + 6 s 9  | temps réalisé le samedi   |
| 15   | Bob Anderson    | Brabham-Climax | 3 min 26 s 0 | + 7 s 7  | temps réalisé le samedi   |
| 16   | Ronnie Bucknum  | Honda          | 3 min 26 s 3 | + 8 s 0  | temps réalisé le samedi   |
| 17   | Innes Ireland   | Lotus-BRM      | 3 min 30 s 5 | + 12 s 2 | temps réalisé le samedi   |

## Grille de départ
| 1re ligne | Pos. 1                       |                              | Pos. 2                     |                               | Pos. 3                       |
|           | Clark Lotus 3 min 18 s 3     |                              | Stewart BRM 3 min 18 s 8   |                               | Bandini Ferrari 3 min 19 s 1 |
| 2e ligne  |                              | Pos. 4                       |                            | Pos. 5                        |                              |
|           |                              | Surtees Ferrari 3 min 19 s 1 |                            | Gurney Brabham 3 min 19 s 8   |                              |
| 3e ligne  | Pos. 6                       |                              | Pos. 7                     |                               | Pos. 8                       |
|           | Hulme Brabham 3 min 20 s 5   |                              | Ginther Honda 3 min 21 s 4 |                               | Amon Lotus 3 min 23 s 0      |
| 4e ligne  |                              | Pos. 9                       |                            | Pos. 10                       |                              |
|           |                              | McLaren Cooper 3 min 23 s 2  |                            | Spence Lotus 3 min 23 s 4     |                              |
| 5e ligne  | Pos. 11                      |                              | Pos. 12                    |                               | Pos. 13                      |
|           | Bonnier Brabham 3 min 23 s 4 |                              | Rindt Cooper 3 min 23 s 6  |                               | G. Hill BRM 3 min 23 s 7     |
| 6e ligne  |                              | Pos. 14                      |                            | Pos. 15                       |                              |
|           |                              | Siffert Brabham 3 min 25 s 2 |                            | Anderson Brabham 3 min 26 s 0 |                              |
| 7e ligne  |                              | Pos. 16                      |                            | Pos. 17                       |                              |
|           |                              | Bucknum Honda 3 min 26 s 3   |                            | Ireland Lotus 3 min 30 s 5    |                              |

## Déroulement de la course
La matinée du dimanche est pluvieuse mais peu avant midi le ciel se dégage et le soleil assèche rapidement la piste. Les dix-sept pilotes sont autorisés à effectuer un tour de reconnaissance peu avant le départ, prévu à quinze heures. À l'issue de celui-ci, les mécaniciens de BRM sont mis à contribution, l'accélérateur de la monoplace de Jackie Stewart ayant tendance à rester coincé alors que, comme la veille, Graham Hill a son embrayage qui patine, un problème qui ne sera pas entièrement résolu pour la course. Au baisser du drapeau, la Lotus de Jim Clark et la Ferrari de Lorenzo Bandini prennent un léger avantage sur la BRM de Jackie Stewart. Placé à la corde, Clark négocie le premier virage en tête et va se détacher très facilement du reste du peloton. Lorsqu'il repasse devant les tribunes, le champion écossais compte déjà trois secondes et demie d'avance sur Bandini. Stewart n'est pas loin derrière, talonné par la Brabham de Dan Gurney et la Ferrari de John Surtees, tandis que la Honda de Richie Ginther mène le reste de la meute. Au cours du deuxième tour, Stewart parvient à dépasser Bandini, qu'il distance rapidement. Derrière eux, Gurney et Surtees se disputent la quatrième place et creusent nettement l'écart sur Ginther. Alors que Stewart parvient à tenir, à distance, la cadence de Clark, Bandini continue de perdre du terrain et se fait dépasser coup sur coup par Gurney et Surtees. Au quatrième tour, Jochen Rindt tente de dépasser Amon au virage du Petit Pont, pour le gain de la huitième place, mais il manque son freinage et percute la Lotus, qu'il expédie en tête-à-queue ; Amon pourra cependant reprendre la course, en queue de peloton, alors que Rindt abandonne sur place, la suspension avant droite de sa Cooper étant sérieusement endommagée. Clark compte alors six secondes d'avance sur Stewart et dix sur Gurney, qui a réussi à prendre un peu de champ sur Surtees. Le Californien ne va cependant pouvoir défendre longtemps sa troisième place : au cours du cinquième tour, son moteur commence à ratatouiller et il doit laisser passer Surtees. Bien qu'ayant nettement ralenti, il parvient cependant à maintenir en quatrième position, quelques secondes devant Bandini. Ginther rencontre également des problèmes, un court-circuit au tableau de bord l'obligeant à rentrer au stand, dont il repartira dernier pour abandonner peu après. C'est maintenant Mike Spence, le coéquipier de Clark, qui occupe la sixième place, juste derrière Bandini, mais le Britannique est directement menacé par Denny Hulme qui, après un départ totalement manqué, a effectué une belle remontée au volant de la deuxième Brabham. Au cours du dixième tour, Spence et Hulme débordent la deuxième Ferrari. Stewart, qui vient d'améliorer le record de la piste à 143,4 km/h de moyenne, est toujours à six secondes de Clark, à bonne distance de Surtees qui compte désormais plus de quinze secondes de retard sur la Lotus de tête. Malgré ses problèmes d'allumage, Gurney (désormais à plus de quarante secondes du leader) donne le maximum pour préserver sa quatrième place, gardant quelques centaines de mètres d'avance sur ses poursuivants. Hulme hausse le rythme et parvient à dépasser Spence, il est maintenant cinquième. Le moteur de Gurney se remet soudain à fonctionner correctement mais le répit sera de courte durée et l'Américain va se résoudre à stopper au stand à la fin du quatorzième tour pour faire remplacer une bougie défectueuse. Il en repartira très attardé, l'arrêt lui ayant coûté deux minutes et demie, pour abandonner deux boucles plus tard, moteur cassé. Devant, Clark a haussé le rythme et amélioré à plusieurs reprises le record du circuit, évoluant à plus de 144 km/h de moyenne. Stewart résiste magnifiquement, son retard au quinzième tour restant inférieur à huit secondes. Surtees vient quinze secondes plus loin alors que Hulme, qui a hérité de la quatrième place est à plus d'une minute de Clark. Alors qu'il négociait un enchainement de virages, le moteur de Spence a soudainement coupé à cause d'un dysfonctionnement de la pompe à essence, provoquant un tête-à-queue. Le pilote anglais est reparti après avoir dû laisser passer la Ferrari de Bandini et les Brabham de Joakim Bonnier et Joseph Siffert. Bonnier ne profite pas longtemps de sa sixième place, la perte de sa courroie d'alternateur le forçant à rejoindre son stand où il restera immobilisé plus d'une demi-heure. Clark continue à aligner les tours rapides. Il dépasse facilement les attardés, contrairement à Stewart, gêné à deux reprises. À la mi-course, l'écart entre les deux pilotes écossais est passé à quinze secondes. Toujours troisième, Surtees accuse plus d'une minute de retard, le champion du monde ayant auparavant effectué un bref passage au stand pour faire démonter son redresseur d'alternateur, dont la fixation a lâché. Le champion du monde doit maintenant composer avec des problèmes de charge de batterie, son moteur ayant des ratés à haut régime. Il conserve néanmoins une quarantaine de secondes d'avance sur Hulme et une minute sur Bandini. Un instant sixième, Siffert a dû s'effacer derrière Graham Hill, bien remonté malgré ses continuels problèmes d'embrayage et les séquelles de son accident du vendredi. Tous deux accusent plus de deux minutes et demie de retard sur la Lotus de tête.
La course sombre dans la monotonie, seul un incident technique pouvant désormais bouleverser le classement. Stewart ne parait pas en mesure de réduire son retard sur Clark. Ce dernier va même enfoncer le clou en améliorant tour après tour le record de la piste (qu'il fixera à 145,8 km/h de moyenne) et porter son avance à plus de trente secondes avant de lever un peu le pied en fin d'épreuve. Assuré de la deuxième place, Stewart continue sa marche régulière, très loin devant Surtees qui tire le maximum de sa monoplace et qui, malgré son handicap, parvient à tenir Hulme à distance. Cinquième, Bandini est à vingt secondes du Néo-Zélandais, hors de portée de Hill sur qui Clark prendra un tour d'avance en fin de course. Les positions semblent figées lorsque, à la fin du trente-septième tour, Bandini effectue un tête-à-queue et heurte un talus. Il repart après le passage de Hill mais sa suspension arrière est endommagée et la perte d'une roue va provoquer son abandon. L'épreuve s'achève sans autre anicroche, Clark remportant sa troisième victoire consécutive après avoir dominé de bout en bout. Une nouvelle fois second, Stewart confirme son beau début de saison, tandis que Surtees réussit à se maintenir en troisième position jusqu'à l'arrivée. Pour sa deuxième sortie en championnat, Hulme décroche une encourageante quatrième place, devant Hill (qui a dû composer pendant plus de deux heures avec un embrayage défectueux) et Siffert, meilleur représentant des équipes privées. 

### Classements intermédiaires
Classements intermédiaires des monoplaces aux premier, deuxième, troisième, cinquième, huitième, dixième, quinzième, vingtième et trentième tours,.

### Classement de la course

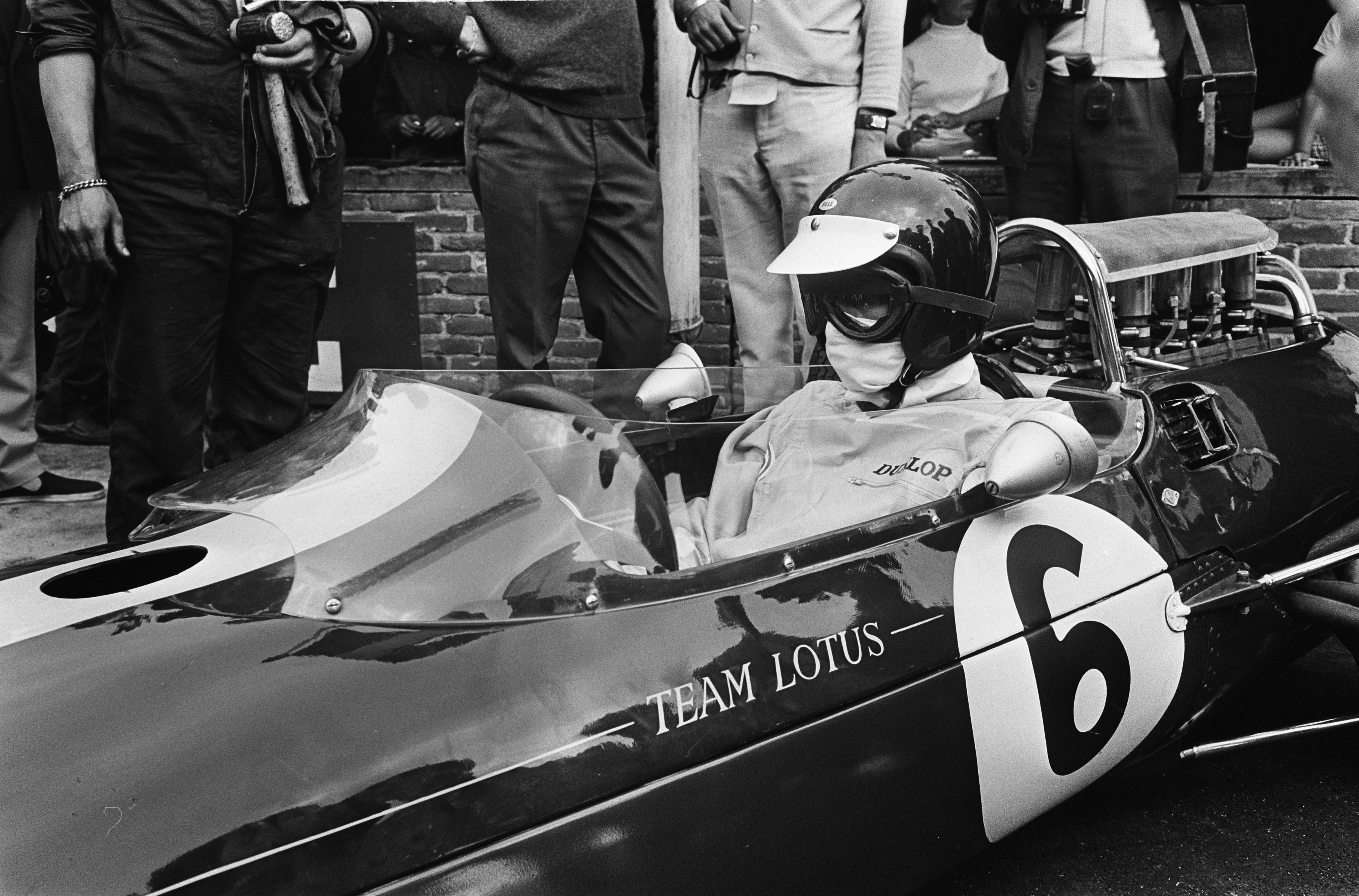
Nouvelle victoire pour Jim Clark sur sa Lotus, au terme d'une course dominée de bout en bout.

| Pos  | N° | Pilote          | Écurie         | Tours | Temps/Abandon                      | Grille | Points |
| ---- | -- | --------------- | -------------- | ----- | ---------------------------------- | ------ | ------ |
| 1    | 6  | Jim Clark       | Lotus-Climax   | 40    | 2 h 14 min 38 s 4                  | 1      | 9      |
| 2    | 12 | Jackie Stewart  | BRM            | 40    | 2 h 15 min 04 s 7 (+ 26 s 3)       | 2      | 6      |
| 3    | 2  | John Surtees    | Ferrari        | 40    | 2 h 17 min 11 s 9 (+ 2 min 33 s 5) | 4      | 4      |
| 4    | 16 | Denny Hulme     | Brabham-Climax | 40    | 2 h 17 min 31 s 5 (+ 2 min 53 s 1) | 6      | 3      |
| 5    | 10 | Graham Hill     | BRM            | 39    | + 1 tour                           | 13     | 2      |
| 6    | 36 | Jo Siffert      | Brabham-BRM    | 39    | + 1 tour                           | 14     | 1      |
| 7    | 8  | Mike Spence     | Lotus-Climax   | 39    | + 1 tour                           | 10     |        |
| 8    | 4  | Lorenzo Bandini | Ferrari        | 36    | Sortie de route                    | 3      |        |
| 9    | 30 | Bob Anderson    | Brabham-Climax | 34    | Batterie                           | 15     |        |
| Abd. | 18 | Bruce McLaren   | Cooper-Climax  | 23    | Suspension arrière                 | 9      |        |
| Abd. | 34 | Jo Bonnier      | Brabham-Climax | 21    | Alternateur                        | 11     |        |
| Abd. | 24 | Chris Amon      | Lotus-BRM      | 20    | Système d'injection d'essence      | 8      |        |
| Abd. | 22 | Innes Ireland   | Lotus-BRM      | 18    | Boîte de vitesses                  | 17     |        |
| Abd. | 14 | Dan Gurney      | Brabham-Climax | 16    | Moteur                             | 5      |        |
| Abd. | 26 | Richie Ginther  | Honda          | 9     | Allumage                           | 7      |        |
| Abd. | 28 | Ronnie Bucknum  | Honda          | 4     | Moteur                             | 16     |        |
| Abd. | 20 | Jochen Rindt    | Cooper-Climax  | 3     | Accident                           | 12     |        |

Légende :
- Abd.=Abandon

### Pole position et record du tour
- Pole position :  Jim Clark (Lotus) en 3 min 18 s 3 (vitesse moyenne : 146,233 km/h). Temps réalisé lors de la séance d'essais du samedi 26 juin[1].
- Meilleur tour en course :  Jim Clark (Lotus) en 3 min 18 s 9 (vitesse moyenne : 145,792 km/h) au trente-quatrième tour.

#### Évolution du record du tour en course
Le meilleur tour fut amélioré quinze fois au cours de l'épreuve.

### Tours en tête
- Jim Clark : 40 tours (1-40)

## Classement général à l'issue de la course
- Attribution des points : 9, 6, 4, 3, 2, 1 respectivement aux six premiers de chaque épreuve.
- Pour la coupe des constructeurs, même barème et seule la voiture la mieux classée de chaque équipe inscrit des points.
- Seuls les six meilleurs résultats sont comptabilisés.
- Le règlement permet aux pilotes de se relayer sur une même voiture, les points éventuellement acquis étant alors perdus pour pilotes et constructeur
- Sur onze manches qualificatives prévues pour le championnat du monde 1965, dix ont été maintenues au calendrier, les organisateurs du Grand Prix d'Autriche (programmé le 22 août) ayant pris en février la décision d'annuler l'épreuve[19].

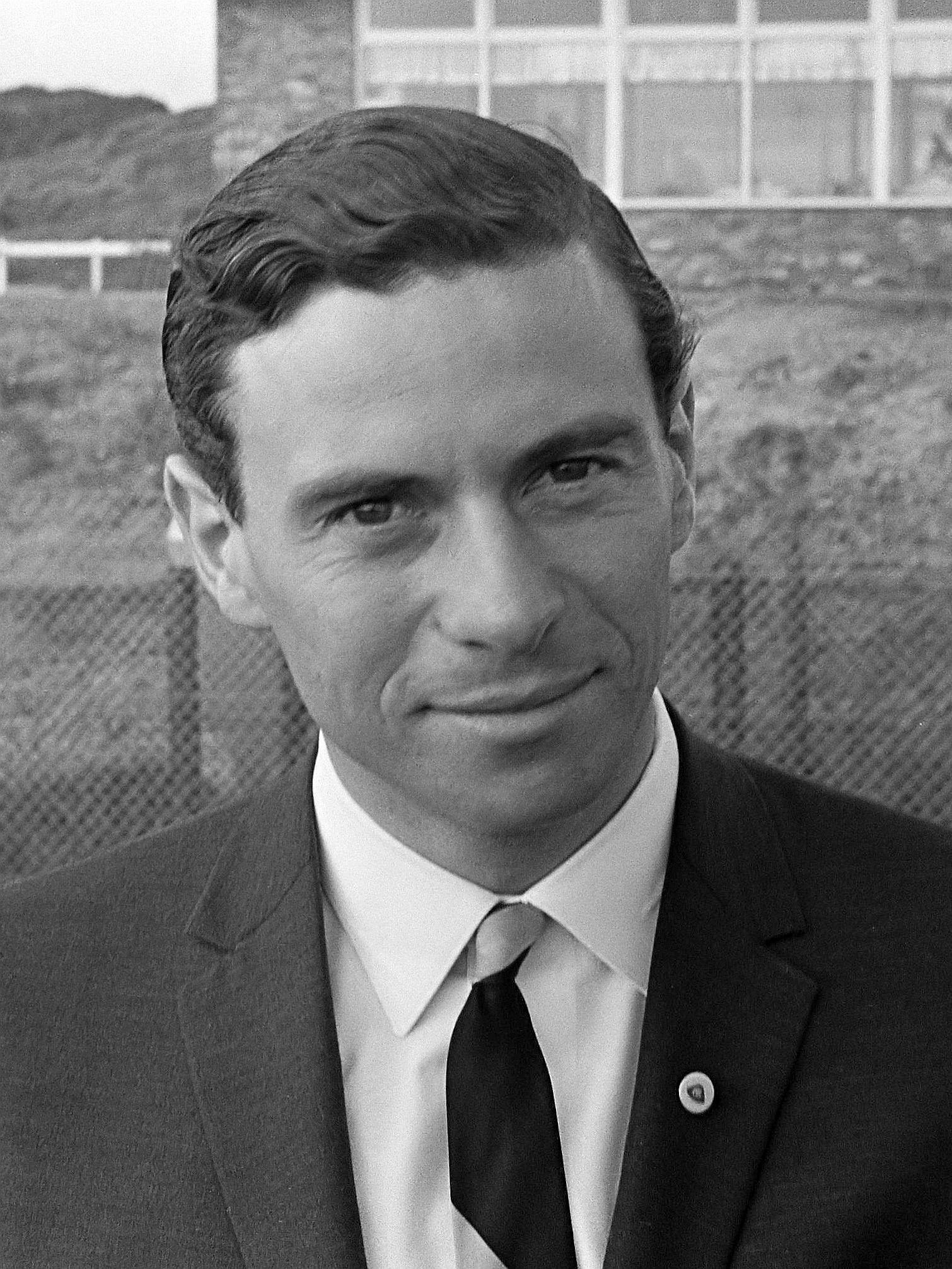
Ayant remporté trois des quatre épreuves déjà disputées, Jim Clark vise un deuxième titre mondial.

| Pos. | Pilote          | Écurie  | Points | AFS | MON | BEL | FRA | GBR | NL | ALL | ITA | USA | MEX |
| ---- | --------------- | ------- | ------ | --- | --- | --- | --- | --- | -- | --- | --- | --- | --- |
| 1    | Jim Clark       | Lotus   | 27     | 9   | -   | 9   | 9   |     |    |     |     |     |     |
| 2    | Graham Hill     | BRM     | 17     | 4   | 9   | 2   | 2   |     |    |     |     |     |     |
|      | Jackie Stewart  | BRM     | 17     | 1   | 4   | 6   | 6   |     |    |     |     |     |     |
| 4    | John Surtees    | Ferrari | 13     | 6   | 3   | -   | 4   |     |    |     |     |     |     |
| 5    | Bruce McLaren   | Cooper  | 8      | 2   | 2   | 4   | -   |     |    |     |     |     |     |
| 6    | Lorenzo Bandini | Ferrari | 6      | -   | 6   | -   | -   |     |    |     |     |     |     |
| 7    | Mike Spence     | Lotus   | 3      | 3   | -   | -   | -   |     |    |     |     |     |     |
|      | Jack Brabham    | Brabham | 3      | -   | -   | 3   | -   |     |    |     |     |     |     |
|      | Denny Hulme     | Brabham | 3      | -   | -   | -   | 3   |     |    |     |     |     |     |
| 10   | Joseph Siffert  | Brabham | 2      | -   | 1   | -   | 1   |     |    |     |     |     |     |
| 11   | Richie Ginther  | Honda   | 1      | -   | -   | 1   | -   |     |    |     |     |     |     |

| Pos. | Écurie         | Points | AFS | MON | BEL | FRA | GBR | NL | ALL | ITA | USA | MEX |
| ---- | -------------- | ------ | --- | --- | --- | --- | --- | -- | --- | --- | --- | --- |
| 1    | Lotus-Climax   | 27     | 9   | -   | 9   | 9   |     |    |     |     |     |     |
| 2    | BRM            | 25     | 4   | 9   | 6   | 6   |     |    |     |     |     |     |
| 3    | Ferrari        | 16     | 6   | 6   | -   | 4   |     |    |     |     |     |     |
| 4    | Cooper-Climax  | 8      | 2   | 2   | 4   | -   |     |    |     |     |     |     |
| 5    | Brabham-Climax | 6      | -   | -   | 3   | 3   |     |    |     |     |     |     |
| 6    | Brabham-BRM    | 2      | -   | 1   | -   | 1   |     |    |     |     |     |     |
| 7    | Honda          | 1      | -   | -   | 1   | -   |     |    |     |     |     |     |

## À noter
- 16e victoire en championnat du monde pour Jim Clark.
- 21e victoire en championnat du monde pour Lotus en tant que constructeur.
- 37e victoire en championnat du monde pour Climax en tant que motoriste.